# Заборшт-при-Долу
Заборшт-при-Долу (словен. Zaboršt pri Dolu) — поселення в общині Дол-при-Любляні, Осреднєсловенський регіон, Словенія. 
Висота над рівнем моря: 281,6 м.